# Johannes Petri Buskagrius
Johannes Petri Buskagrius, född 24 augusti 1629 i Stora Tuna i Dalarna, död 18 april 1692 i Uppsala, var en svensk orientalist.

## Biografi
Buskagrius föräldrar var Peter Jurgens, en tysk som inflyttat från Rostock, och Margareta Holgera, och han gifte sig år 1661 med Kristina Simonia.
Buskagrius studerade vid Uppsala universitet där han som tjugotvåårig student väckte allmän uppmärksamhet, då han vid en offentlig disputation uppträdde och framförde sina argument på hebreiska. För att öka sina kunskaper företog han åren 1655–1660 resor som sträckte sig över en stor del av Europa och grundlade då sitt rykte som en av samtidens största orientalister. Från 1654 studerade han vid universitetet i Rostock. Vid universitetet i Basel studerade han för Johann Buxtorf, vid universitetet i Heidelberg för Johannes Hottinger och vid universitetet i Oxford för Edward Pococke. Efter hemkomsten år 1660 utnämndes han till filosofie adjunkt vid Uppsala universitet år 1661 och 1669 till professor i österländska språk. Han drabbades av en djup depression – melankoli –  och kunde inte undervisa efter 1671. Magnus Gabriel De la Gardie stödde Johan Buskagrius professur.